# Kaede Nakamura
Kaede Nakamura (中村 楓 Nakamura Kaede?), född 3 augusti 1991, är en japansk fotbollsspelare som spelar för Albirex Niigata.
Kaede Nakamura spelade 3 landskamper för det japanska landslaget.